# Кларк, Барзилла Уэрт
Барзи́лла Уэ́рт Кларк (англ. Bazrilla Worth Clark; 22 декабря 1880, Хедли, штат Индиана — 21 сентября 1943, Айдахо-Фолс, штат Айдахо) — 16-й губернатор Айдахо, брат 18-го губернатора Айдахо Чейза Кларка.

## Биография
Барзилла Кларк родился 22 декабря 1880 года в местечке Хедли в штате Индиана. В 1885 году его семья переехала в Айдахо, где Барзилла обучался в начальной школе. Позже, однако, он вернулся в Индиану, окончил там среднюю школу и поступил в Технологический институт Роуза. Во время одного из занятий лёгкой атлетикой Кларк повредил лёгкое и был вынужден покинуть институт и вернуться в Айдахо. В 1905 году он получил лицензию инженера и занялся установкой водопроводных и оросительных систем в Айдахо-Фолс. В 1908 году Кларк занялся политикой. До 1912 года он занимал должность члена муниципального совета Айдахо-Фолс. С 1913 по 1915 и с 1926 по 1936 годы он занимал должность мэра Айдахо-Фолс. В 1936 году Кларку удалось победить на выдвижении кандидатов на должность губернатора Айдахо от демократов и занять губернаторский пост. За время его правления было создано бюро помилований и условно-досрочных освобождений, основана система округов колледжей низшей системы, построена туберкулёзная больница штата и был реструктурирован департамент общественного благосостояния. Кроме того, он подписал указ о рыбных и лесных хозяйствах и законопроект, регламентировавший производство, продажу и распространение наркотических препаратов. 21 сентября 1943 года в Айдахо-Фолс Барзилла Кларк скончался от рака лёгкого.